# Final de la Liga Europa de la UEFA 2016-17
La final de la Liga Europa de la UEFA 2016-17 se disputó el día 24 de mayo de 2017 en el Friends Arena de Estocolmo (Suecia). Fue la 48.ª edición del torneo y la 8.ª con su actual denominación. Los contendientes fueron el Ajax, campeón del torneo en el año 1992 y el Manchester United, que buscaba su primer título en la competición.
El Manchester United se coronó campeón del torneo al vencer 2–0 al Ajax y clasificó a la Supercopa de Europa 2017.

## Finalistas
En  negrita, las finales ganadas.
| Equipos           | Finales jugadas anteriormente |
| ----------------- | ----------------------------- |
| Ajax              | 1991-92.                      |
| Manchester United | Ninguna                       |

## Sede de la Final
El Friends Arena, ubicado en Solna, municipio que hace parte del área metropolitana de Estocolmo, fue anunciado como sede de la final el 30 de junio de 2015, luego del encuentro del Comité Ejecutivo de la UEFA llevado a cabo en Praga, Chequia.
| Suecia                 |               |               |               |
| Ciudad                 | Estadio       |               |               |
| Solna                  | Friends Arena | Friends Arena | Friends Arena |
|                        |               |               |               |
| 50 000 espectadores    |               |               |               |
| Final Liga Europa 2017 |               |               |               |

## Partidos previos a la final
| GRUPO G        | Pts. | PJ | PG | PE | PP | GF | GC | Dif |
| -------------- | ---- | -- | -- | -- | -- | -- | -- | --- |
| Ajax           | 14   | 6  | 4  | 2  | 0  | 11 | 6  | +5  |
| Celta de Vigo  | 9    | 6  | 2  | 3  | 1  | 10 | 7  | +3  |
| Standard Lieja | 7    | 6  | 1  | 4  | 1  | 8  | 6  | +2  |
| Panathinaikos  | 1    | 6  | 0  | 1  | 5  | 3  | 13 | -10 |

| GRUPO A           | Pts. | PJ | PG | PE | PP | GF | GC | Dif |
| ----------------- | ---- | -- | -- | -- | -- | -- | -- | --- |
| Fenerbahçe        | 13   | 6  | 4  | 1  | 1  | 8  | 6  | +2  |
| Manchester United | 12   | 6  | 4  | 0  | 2  | 12 | 4  | +8  |
| Feyenoord         | 7    | 6  | 2  | 1  | 2  | 3  | 7  | -4  |
| Zorya Lugansk     | 2    | 6  | 0  | 2  | 3  | 2  | 8  | -6  |

## Partido

### Ficha
| 24         | POR        | André Onana      |     |
| 3          | DEF        | Joël Veltman     |     |
| 5          | DEF        | Davinson Sánchez |     |
| 36         | DEF        | Matthijs de Ligt |     |
| 4          | DEF        | Jaïro Riedewald  | 82' |
| 20         | MED        | Lasse Schøne     | 69' |
| 22         | MED        | Hakim Ziyech     |     |
| 10         | MED        | Davy Klaassen    |     |
| 9          | DEL        | Bertrand Traoré  |     |
| 11         | DEL        | Amin Younes      |     |
| 25         | DEL        | Kasper Dolberg   | 61' |
| Entrenador | Entrenador | Peter Bosz       |     |

| 20         | POR        | Sergio Romero      |     |
| 25         | DEF        | Antonio Valencia   |     |
| 12         | DEF        | Chris Smalling     |     |
| 17         | DEF        | Daley Blind        |     |
| 36         | DEF        | Matteo Darmian     |     |
| 21         | MED        | Ander Herrera      |     |
| 6          | MED        | Paul Pogba         |     |
| 27         | MED        | Marouane Fellaini  |     |
| 22         | MED        | Henrikh Mkhitaryan | 74' |
| 8          | MED        | Juan Mata          | 89' |
| 19         | DEL        | Marcus Rashford    | 84' |
| Entrenador | Entrenador | José Mourinho      |     |

| 77 | DEL | David Neres       | 61' |
| 30 | MED | Donny van de Beek | 69' |
| 21 | MED | Frenkie de Jong   | 82' |

| 14 | MED | Jesse Lingard   | 74' |
| 11 | DEL | Anthony Martial | 84' |
| 10 | DEL | Wayne Rooney    | 89' |

| Anotado | 18' | Paul Pogba         | 0 – 1 |
| Anotado | 48' | Henrikh Mkhitaryan | 0 – 2 |

| 58' | Joël Veltman    |  |
| 64' | Amin Younes     |  |
| 78' | Jaïro Riedewald |  |

| 30' | Henrikh Mkhitaryan |  |
| 51' | Marouane Fellaini  |  |
| 78' | Juan Mata          |  |

| Árbitro                      | Damir Skomina   |
| Asistentes de línea de banda | Jure Praprotnik |
| Asistentes de línea de banda | Robert Vukan    |
| Asistentes de línea de gol   | Matej Jug       |
| Asistentes de línea de gol   | Slavko Vinčić   |
| Cuarto árbitro               | Gianluca Rocchi |
| Quinto árbitro               | Tomaž Klančnik  |
| Reporte                      |                 |

| 24         | POR        | André Onana      |     |
| 3          | DEF        | Joël Veltman     |     |
| 5          | DEF        | Davinson Sánchez |     |
| 36         | DEF        | Matthijs de Ligt |     |
| 4          | DEF        | Jaïro Riedewald  | 82' |
| 20         | MED        | Lasse Schøne     | 69' |
| 22         | MED        | Hakim Ziyech     |     |
| 10         | MED        | Davy Klaassen    |     |
| 9          | DEL        | Bertrand Traoré  |     |
| 11         | DEL        | Amin Younes      |     |
| 25         | DEL        | Kasper Dolberg   | 61' |
| Entrenador | Entrenador | Peter Bosz       |     |

| 20         | POR        | Sergio Romero      |     |
| 25         | DEF        | Antonio Valencia   |     |
| 12         | DEF        | Chris Smalling     |     |
| 17         | DEF        | Daley Blind        |     |
| 36         | DEF        | Matteo Darmian     |     |
| 21         | MED        | Ander Herrera      |     |
| 6          | MED        | Paul Pogba         |     |
| 27         | MED        | Marouane Fellaini  |     |
| 22         | MED        | Henrikh Mkhitaryan | 74' |
| 8          | MED        | Juan Mata          | 89' |
| 19         | DEL        | Marcus Rashford    | 84' |
| Entrenador | Entrenador | José Mourinho      |     |

| 77 | DEL | David Neres       | 61' |
| 30 | MED | Donny van de Beek | 69' |
| 21 | MED | Frenkie de Jong   | 82' |

| 14 | MED | Jesse Lingard   | 74' |
| 11 | DEL | Anthony Martial | 84' |
| 10 | DEL | Wayne Rooney    | 89' |

| Anotado | 18' | Paul Pogba         | 0 – 1 |
| Anotado | 48' | Henrikh Mkhitaryan | 0 – 2 |

| 58' | Joël Veltman    |  |
| 64' | Amin Younes     |  |
| 78' | Jaïro Riedewald |  |

| 30' | Henrikh Mkhitaryan |  |
| 51' | Marouane Fellaini  |  |
| 78' | Juan Mata          |  |

| Árbitro                      | Damir Skomina   |
| Asistentes de línea de banda | Jure Praprotnik |
| Asistentes de línea de banda | Robert Vukan    |
| Asistentes de línea de gol   | Matej Jug       |
| Asistentes de línea de gol   | Slavko Vinčić   |
| Cuarto árbitro               | Gianluca Rocchi |
| Quinto árbitro               | Tomaž Klančnik  |
| Reporte                      |                 |

|                                       |
| Bandera de Inglaterra                 |
| Campeón Manchester United 1.er título |